# Gionatha Spinesi
Gionatha Spinesi (Pisa, 9 marzo 1978) è un ex calciatore italiano, di ruolo attaccante.

## Carriera

### Club

Da destra: Spinesi al Castel di Sangro nella stagione 1996-1997, con Pierluigi Prete e Claudio Bonomi

Inizia a giocare nel Gruppo Sportivo "U.S. PortaNuova" della natìa Pisa. Si trasferisce poi al Pisa, squadra che in quegli anni militava in Serie D. Nel 1995 viene acquisito dall'Inter con cui tuttavia non esordisce in Serie A. Successivamente viene ceduto al Castel di Sangro militante in Serie B e vi resta per due stagioni.
Nel 1998 firma un contratto per il Bari, allora impegnato in Serie A. Il 13 settembre 1998 fa il suo esordio nella massima serie in Bari-Venezia 1-0 e poco dopo un mese, il 18 ottobre 1998, segna anche il suo primo gol in Serie A in Bari-Udinese 1-1. Per due stagioni fu compagno di reparto di un giovane Antonio Cassano. Dal 2001 Spinesi raggiunse ogni anno la doppia cifra realizzativa nel campionato cadetto. 
Svincolatosi nel 2004 dal Bari, viene tesserato dall'Arezzo in Serie B. Qui contribuisce con i suoi goal alla salvezza della squadra toscana e conquista il titolo di capocannoniere realizzando 22 reti. Nel 2005 si trasferisce al Catania seguendo il suo ex allenatore all'Arezzo Pasquale Marino. Nella stagione 2005-06 è tra i protagonisti della cavalcata dei rossazzurri verso la massima serie con un bottino personale di 23 reti. Conquistata la Serie A, si rende ancora protagonista mettendo a segno 17 gol.
Nella stagione 2008-09 gioca sporadicamente a causa di un infortunio al ginocchio che lo costringe a restare fuori dal terreno di gioco per diversi mesi. Alla penultima giornata di campionato, in occasione dello scontro casalingo tra Catania e Napoli (3-1), il bomber pisano si congeda dai suoi tifosi realizzando un giro di campo durante l'intervallo della partita insieme ai compagni Albano Bizzarri e Davide Baiocco, anch'essi in partenza.
Il 28 ottobre 2009 il Pescina VG annuncia di aver trovato l'accordo con Spinesi per un contratto da calciatore e un possibile futuro dirigenziale; tuttavia il giorno successivo lo stesso Spinesi dichiara che l'accordo era stato annullato in seguito alla decisione di smettere con il calcio professionistico.

### Nazionale
Ha giocato otto partite con la maglia della Nazionale Italiana Under-21 siglando cinque reti.
Con essa vinse il Campionato europeo di calcio Under-21 2000 organizzato in Slovacchia, riuscendo a siglare la rete dell'1 a 0 contro la Turchia (partita poi finita 3 a 1 per l'Italia).

## Statistiche

### Presenze e reti nei club
Statistiche aggiornate al termine della carriera.
| Stagione                | Squadra                 | Campionato              | Campionato | Campionato | Coppe nazionali | Coppe nazionali | Coppe nazionali | Coppe continentali | Coppe continentali | Coppe continentali | Altre coppe | Altre coppe | Altre coppe | Totale | Totale |
| Stagione                | Squadra                 | Comp                    | Pres       | Reti       | Comp            | Pres            | Reti            | Comp               | Pres               | Reti               | Comp        | Pres        | Reti        | Pres   | Reti   |
| ----------------------- | ----------------------- | ----------------------- | ---------- | ---------- | --------------- | --------------- | --------------- | ------------------ | ------------------ | ------------------ | ----------- | ----------- | ----------- | ------ | ------ |
| lug.-nov. 1995          | Pisa                    | D                       | 10         | 4          | CI-D            | ?               | ?               | -                  | -                  | -                  | -           | -           | -           | 10+    | 4+     |
| nov. 1995-1996          | Inter                   | A                       | 0          | 0          | CI              | 0               | 0               | CU                 | 0                  | 0                  | -           | -           | -           | 0      | 0      |
| 1996-gen. 1997          | Inter                   | A                       | 0          | 0          | CI              | 0               | 0               | CU                 | 0                  | 0                  | -           | -           | -           | 0      | 0      |
| Totale Inter            | Totale Inter            | Totale Inter            | 0          | 0          |                 | 0               | 0               |                    | 0                  | 0                  |             | -           | -           | 0      | 0      |
| gen.-giu. 1997          | Castel di Sangro        | B                       | 20         | 3          | CI              | 0               | 0               | -                  | -                  | -                  | -           | -           | -           | 20     | 3      |
| 1997-1998               | Castel di Sangro        | B                       | 32         | 5          | CI              | 4               | 0               | -                  | -                  | -                  | -           | -           | -           | 36     | 5      |
| Totale Castel di Sangro | Totale Castel di Sangro | Totale Castel di Sangro | 52         | 8          |                 | 4               | 0               |                    | -                  | -                  |             | -           | -           | 56     | 8      |
| 1998-1999               | Bari                    | A                       | 12         | 1          | CI              | 1               | 0               | -                  | -                  | -                  | -           | -           | -           | 13     | 1      |
| 1999-2000               | Bari                    | A                       | 23         | 5          | CI              | 2               | 0               | -                  | -                  | -                  | -           | -           | -           | 25     | 5      |
| 2000-2001               | Bari                    | A                       | 8          | 3          | CI              | 0               | 0               | -                  | -                  | -                  | -           | -           | -           | 8      | 3      |
| 2001-2002               | Bari                    | B                       | 30         | 15         | CI              | 2               | 1               | -                  | -                  | -                  | -           | -           | -           | 32     | 16     |
| 2002-2003               | Bari                    | B                       | 33         | 16         | CI              | 8               | 4               | -                  | -                  | -                  | -           | -           | -           | 41     | 20     |
| 2003-2004               | Bari                    | B                       | 20         | 12         | CI              | 1               | 1               | -                  | -                  | -                  | -           | -           | -           | 21     | 13     |
| Totale Bari             | Totale Bari             | Totale Bari             | 126        | 52         |                 | 14              | 6               |                    | -                  | -                  |             | -           | -           | 140    | 58     |
| 2004-2005               | Arezzo                  | B                       | 39         | 22         | CI              | 3               | 1               | -                  | -                  | -                  | -           | -           | -           | 42     | 23     |
| 2005-2006               | Catania                 | B                       | 38         | 23         | CI              | 1               | 0               | -                  | -                  | -                  | -           | -           | -           | 39     | 23     |
| 2006-2007               | Catania                 | A                       | 32         | 17         | CI              | 1               | 0               | -                  | -                  | -                  | -           | -           | -           | 33     | 17     |
| 2007-2008               | Catania                 | A                       | 32         | 7          | CI              | 5               | 2               | -                  | -                  | -                  | -           | -           | -           | 37     | 9      |
| 2008-2009               | Catania                 | A                       | 8          | 0          | CI              | 0               | 0               | -                  | -                  | -                  | -           | -           | -           | 8      | 0      |
| Totale Catania          | Totale Catania          | Totale Catania          | 110        | 47         |                 | 7               | 2               |                    | -                  | -                  |             | -           | -           | 117    | 49     |
| Totale carriera         | Totale carriera         | Totale carriera         | 337        | 133        |                 | 28+             | 9+              |                    | 0                  | 0                  |             | -           | -           | 365+   | 142+   |

## Palmarès

### Nazionale
- Campionato d'Europa Under-21: 1

Slovacchia 2000

### Individuale
- Capocannoniere della Serie B: 1

2004-2005 (22 gol)